# Вернон Сентер (Минесота)
Вернон Сентер (енгл. Vernon Center) град је у америчкој савезној држави Минесота.

## Демографија
По попису из 2010. године број становника је 332, што је 27 (-7,5%) становника мање него 2000. године.
| Група             | 2000.       | 2010.       |
| Белци             | 353 (98,3%) | 322 (97,0%) |
| Афроамериканци    | 0 (0,0%)    | 3 (0,9%)    |
| Азијати           | 0 (0,0%)    | 0 (0,0%)    |
| Хиспаноамериканци | 5 (1,4%)    | 6 (1,8%)    |
| Укупно            | 359         | 332         |